# Guglielmo I da Camposampiero

Stemma Camposampiero

Guglielmo I da Camposampiero (Padova, 1225 circa – Padova, 24 luglio 1250) è stato un politico italiano.

## Biografia
Era figlio di Giacomo di Tiso VI da Camposampiero e di Maria da Vo'. Aveva appena tre anni quando, nel 1228, Ezzelino III da Romano conquistò il castello di Fonte, in cui si trovava, e lo fece prigioniero. Fu liberato poco dopo grazie all'intervento del nonno Tiso, che riuscì a mobilitare l'esercito padovano contro il "Tiranno".
Rimasto orfano del padre già nel 1228 e morto anche Tiso nel 1234, si ritrovò padrone dei feudi di famiglia e, nonostante la giovane età, ebbe grande prestigio nella Padova occupata dal da Romano. Nel 1240, durante l'assedio di Ferrara ad opera di Azzo VII d'Este, Ezzelino lo prese nuovamente in ostaggio ma lo trattò sempre con grande rispetto. Fu liberato grazie al negoziato dei parenti materni.
Caduta Ferrara nel 1242, il Camposampiero, prevedendo che a Padova potesse esplodere una rivolta anti-ezzeliniana, lasciò la città e si rifugiò nel suo castello di Treville, nel Trevigiano. In risposta, Ezzelino fece incarcerare i signori di Vo' nella rocca di Cornuda e, dopo quattro anni di prigionia, li lasciò morire di fame. Secondo il Liber regiminum Padue fu proprio il Camposampiero a istigare una ribellione a Padova e che per questo Ezzelino imprigionò i suoi mallevadori e distrusse le case della famiglia in città.
Successivamente, tentò di avvicinarsi ad Alberico da Romano, signore di Treviso e di parte guelfa. Ma nel 1245, avendo occupato Castelfranco, si diede con i propri castelli ad Ezzelino, che inizialmente lo trattò amichevolmente.
La condanna a morte di alcuni dei Dalesmanini, accusati di essere in contatto con il conte di San Bonifacio, decretò la rovina del Camposampiero che aveva sposato Mabilia Dalesmanini. Fu incarcerato nella fortezza di Angarano, secondo Rolandino da Padova per non aver voluto divorziare. Fu quindi condotto a Padova, decapitato nella pubblica piazza e dilaniato. La sua salma fu recuperata da Daria da Baone, vedova del prozio Gherardo, e dalla figlia di lei, Maria, e tumulata nella basilica di Sant'Antonio.
Nel testamento, stilato durante la prigionia, il Camposampiero lasciava una somma di denaro alla figlia, mentre i rimanenti beni venivano donati ai cavalieri del Tempio, sperando forse di sottrarli alla confisca.